# Бащино (област Силистра)
Вижте пояснителната страница за други значения на Бащино.
Бащино е село в Североизточна България. То се намира в община Главиница, област Силистра.